# تميم بن زيد العتبي
تميم بن زيد القَينيّ هو ثاني ولاة السند المسلمون في عصر الدولة الأموية بعد الجنيد بن عبد الرحمن المري. كان الوالي في الفترة من 726-731م. كان تميم من أسخياء العرب. وجد في بيت المال بالسند ثمانية عشر ألف ألف درهم طاطرية، فأسرع في إنفاقها على الفقراء واستعمالها.
كان تميم ضعيفًا، خلال السنوات القليلة التي حكمها تميم، فقدت ولاية السند كل المكاسب التي حققها الجنيد. ومات قريبا من الديبل بماء يقال له ماء الجواميس.